# Skroda
Skroda este o arie protejată (sit de importanță comunitară — SCI) din Polonia întinsă pe o suprafață de 378,62 ha, integral pe uscat.

## Localizare
Centrul sitului Skroda este situat la coordonatele 51°35′27″N 15°02′09″E / 51.5907°N 15.0358°E.

## Înființare
Situl Skroda a fost declarat sit de importanță comunitară în martie 2007 pentru a proteja 2 specii de animale.

## Biodiversitate
Situată în ecoregiunea continentală, aria protejată conține 5 habitate naturale: Ape stătătoare oligotrofe până la mezotrofe, cu vegetație de Littorelletea uniflorae și/sau de Isoëto-Nanojuncetea, Fânețe de joasă altitudine (Alopecurus pratensis, Sanguisorba officinalis), Mlaștini turboase de tranziție și turbării mișcătoare, Păduri acidofile de stejar bătrân cu Quercus robur pe câmpii nisipoase, Păduri aluvionare cu Alnus glutinosa și Fraxinus excelsior (Alno-Padion, Alnion incanae, Salicion albae).
La baza desemnării sitului se află mai multe specii protejate:
- amfibieni (1): buhai de baltă cu burta roșie (Bombina bombina)
- mamifere (1): vidră de râu (Lutra lutra)